# Gigantopterus
Gigantopterus è un genere estinto di pesci ossei a pinne raggiate vissuto durante il Triassico superiore (Carnico). È nota solo una specie, G. telleri.

## Descrizione
Gigantopterus era un pesce di modeste dimensioni, e non doveva superare i 20 centimetri di lunghezza. Era caratterizzato dall'enorme espansione delle sue pinne pettorali, molto ampie, che potevano superare la lunghezza di 8 centimetri. Al contrario di generi simili quali Thoracopterus, Gigantopterus aveva il corpo pressoché privo di scaglie, un adattamento evidentemente specializzato.

## Scoperta e classificazione
L'olotipo è stato ritrovato nei pressi di Polzberg bei Lunz, in Austria, in uno strato della Formazione Reingrabener Schiefer. Fu il sovrintendente minerario Josef Haberfelner a recuperare l'esemplare, poi studiato dal paleontologo Othenio Abel.
La specie Gigantopterus telleri, fu descritta nel 1906 da Abel. Il nome del genere significa "pinna gigante", un chiaro riferimento alle grandi pinne pettorali dell'animale. L’epiteto specifico telleri è dedicato al consigliere minerario e capo geologo Friedrich Teller.

## Interpretazione paleoecologica
Già nel XIX secolo alcuni studiosi ipotizzavano che fossili simili a Gigantopterus possedessero adattamenti simili a quelli degli attuali pesci volanti (famiglia Exocoetidae). Abel, considerato uno dei fondatori della paleobiologia, comprese che tali somiglianze erano frutto di evoluzione convergente, e non di stretta parentela. Egli suggerì che queste forme con pinne sviluppate e appuntite fossero pelagiche, ovvero abitanti del mare aperto, e che le pinne pettorali permettessero brevi salti fuori dall’acqua per sfuggire ai predatori.
Secondo Abel, queste pinne relativamente più grandi rispetto a quelle delle specie moderne indicavano una capacità di "volo" superiore a quella dei pesci volanti attuali.